# فهرست آزمون‌های مهارتی زبان
این فهرست، یک فهرست در حال رشد از آزمون های استانداردی است که مهارت زبان خارجی/زبان دوم افراد را ارزیابی می‌کنند. انواع مختلفی از آزمون‌های مهارتی در زبان‌های مختلف وجود دارند که در سطح بین‌المللی یا ملی از طریق سازمان های معتبر برگزار می‌شوند. برخی آزمون‎ها نیز محدود به یک هدف خاص تجاری یا دانشگاهی هستند.

## اتحادیه اروپا
- انجمن آزمون زبان اتحادیه اروپا (ALTE)
- دیالانگ

## انگلیسی
- دولینگو
- آیلتس
- آزمون وزارت بهداشت، درمان و آموزش پزشکی ایران
- آزمون وزارت علوم، تحقیقات و فناوری ایران
- تافل
- تولیمو

## فرانسوی
- دیپلم پیشرفته زبان فرانسوی
- دیپلم در مطالعات زبان فرانسه

## آلمانی
- گواهی زبان آلمانی
- آزمون آلمانی به عنوان زبان خارجی

## اسپانیایی
- دیپلم اسپانیایی به عنوان زبان خارجی

## ایتالیایی
- گواهینامه ایتالیایی به عنوان زبان خارجی
- گواهینامه دانش زبان ایتالیایی

## سوئدی
- سوئداکس
- آزمون زبان سوئدی برای تحصیلات دانشگاهی

## ژاپنی
- آزمون سنجش توانایی زبان ژاپنی

## فارسی
- آمفا
- سامفا

## روسی
- آزمون بین‌المللی زبان روسی